# Thuès-Entre-Valls
Thuès-Entre-Valls (în catalană Toès) este o comună în departamentul Pyrénées-Orientales din sudul Franței. În 2009 avea o populație de 34 de locuitori.

## Evoluția populației
| An        | 1975 | 1982 | 1990 | 1999 | 2006 | 2009 |
| --------- | ---- | ---- | ---- | ---- | ---- | ---- |
| Populație | 23   | 38   | 48   | 41   | 36   | 34   |